# ماثيو داي جاكسون
ماثيو داي جاكسون (بالإنجليزية: Matthew Day Jackson)‏ هو رسام أمريكي، ولد في 1974 في لوس أنجلوس في الولايات المتحدة.